# Požarevac
Požarevac (izvirno srbsko Пожаревац) je mesto v Srbiji, ki leži nedaleč od izliva Morave v Donavo jugovzhodno od Beograda in v bližini meje z Romunijo, je središče istoimenske občine z okoli 40.000 prebivalci, Braničevskega upravnega okraja in Braničevske pravoslavne eparhije.

## Demografija
V naselju živi 33.382 polnoletnih prebivalcev, pri čemer je njihova povprečna starost 39.1 let (37.8 pri moških in 40.3 pri ženskah). Naselje ima 14622 gospodinjstev, pri čemer je povprečno število članov na gospodinjstvo 2.85.
To naselje je, glede na rezultate popisa iz leta 2002, večinoma srbsko.
|  |

| Demografija | Demografija     | Demografija     |
| Leto        | Št. prebivalcev | Št. prebivalcev |
| ----------- | --------------- | --------------- |
|             |                 |                 |
|             |                 |                 |
|             |                 |                 |
|             |                 |                 |
| 1948        | 15474           |                 |
| 1953        | 18529           |                 |
| 1961        | 24269           |                 |
| 1971        | 32828           |                 |
| 1981        | 39735           |                 |
| 1991        | 43885           | 41478           |
| 2002        | 44775           | 41736           |
|             |                 |                 |

| Etnična sestava po popisu iz leta 2002 | Etnična sestava po popisu iz leta 2002 | Etnična sestava po popisu iz leta 2002 | Etnična sestava po popisu iz leta 2002 | Etnična sestava po popisu iz leta 2002 |
| -------------------------------------- | -------------------------------------- | -------------------------------------- | -------------------------------------- | -------------------------------------- |
| Srbi                                   | Srbi                                   |                                        | 38.663                                 | 92,63%                                 |
| Romi                                   | Romi                                   |                                        | 644                                    | 1,54%                                  |
| Jugoslovani                            | Jugoslovani                            |                                        | 237                                    | 0,56%                                  |
| Črnogorci                              | Črnogorci                              |                                        | 205                                    | 0,49%                                  |
| Makedonci                              | Makedonci                              |                                        | 107                                    | 0,25%                                  |
| Vlahi                                  | Vlahi                                  |                                        | 86                                     | 0,20%                                  |
| Hrvati                                 | Hrvati                                 |                                        | 67                                     | 0,16%                                  |
| Romuni                                 | Romuni                                 |                                        | 36                                     | 0,08%                                  |
| Madžari                                | Madžari                                |                                        | 36                                     | 0,08%                                  |
| Muslimani                              | Muslimani                              |                                        | 34                                     | 0,08%                                  |
| Slovenci                               | Slovenci                               |                                        | 28                                     | 0,06%                                  |
| Bolgari                                | Bolgari                                |                                        | 27                                     | 0,06%                                  |
| Albanci                                | Albanci                                |                                        | 21                                     | 0,05%                                  |
| Rusi                                   | Rusi                                   |                                        | 10                                     | 0,02%                                  |
| Nemci                                  | Nemci                                  |                                        | 7                                      | 0,01%                                  |
| Slovaki                                | Slovaki                                |                                        | 6                                      | 0,01%                                  |
| Ukrajinci                              | Ukrajinci                              |                                        | 4                                      | 0,00%                                  |
| Čehi                                   | Čehi                                   |                                        | 3                                      | 0,00%                                  |
| Bošnjaki                               | Bošnjaki                               |                                        | 3                                      | 0,00%                                  |
| Rusini                                 | Rusini                                 |                                        | 2                                      | 0,00%                                  |
| Bunjevci                               | Bunjevci                               |                                        | 2                                      | 0,00%                                  |
| Neznano                                | Neznano                                |                                        | 1.199                                  | 2,87%                                  |